# Меджорини, Риккардо
Риккардо Меджорини (итал. Riccardo Meggiorini; 4 сентября 1985, Изола-делла-Скала, Италия) — итальянский футболист, нападающий клуба «Виченца».

## Карьера

### Клубная
Воспитанник миланского «Интера». Там же и начал взрослую карьеру. Дебютировал за команду 14 ноября 2004 года в матче 12-го тура Серии A против «Кальяри». Игра завершилась вничью со счётом 3:3. Вторую половину сезона провёл в аренде в клубе «Специя». Провёл 10 игр в Серии C1 (3-й дивизион Италии), голами не отметился. В сезоне 2005/2006 играл за клуб «Павия». Провёл в Серии C1 12 игр, голов не забил.
В начале 2006 года перешёл в другой клуб Серии C1 — «Читтаделлу». В первом сезоне провёл 10 игр, забил 3 гола. В сезоне 2006/2007 провёл 28 игр, забил 5 голов. В сезоне 2007/2008 провёл 35 игр, забил 14 голов. В сезоне 2008/2009 «Читтаделла» выступала уже в Серии B (2-й дивизион Италии). Меджорини провёл 37 игр и забил 18 голов.
В сезоне 2009/2010 играл в высшем дивизионе чемпионата Италии — Серии A. Выступал за клуб «Бари». Провёл 31 матч, забил 5 голов.
В сезоне 2010/2011 играл за клуб «Болонья». Провёл 29 игр и забил 1 гол в Серии A.
В 2011—2012 принадлежал «Дженоа». Однако, не провёл ни одного матча за клуб. В 2011-м году был в аренде в «Новаре». Провёл 13 игр и забил 1 гол в Серии A.
В начале 2012 года стал игроком «Торино», выступающего в Серии B. В первый сезон провёл 18 игр, забил 4 гола. Вышел с командой в Серию A. В сезоне 2012/2013 провёл 31 матч, забил 3 гола. В сезоне 2013/2014 провёл 34 игры, не забил ни одного гола.
Летом 2014 года подписал контракт с «Кьево». В сезоне 2014/2015 провёл 30 игр в Серии A, забил 4 гола. В сезоне 2015/2016 провёл 26 игр и забил 5 голов. В сезоне 2016/2017 сыграл 27 матчей и забил 3 гола в чемпионате. В сезоне 2017/2018 сыграл 15 матчей в чемпионате. В сезоне 2018/19 сыграл 24 матча и забил 3 гола в чемпионате.

### В сборной
Выступал за сборную Италии в возрастных категориях до 19 и до 20 лет.